# Drive-By Truckers
Drive-By Truckers (с англ. — «Проезжающие мимо дальнобойщики») — американская рок-группа из Атенса. Двое из пяти нынешних участников (Паттерсон Худ и Майк Кули) родом из региона Шолс на севере Алабамы и встретились как соседи по комнате в Университете Северной Алабамы. Группа также имеет корни в Ричмонде. В настоящее время группа состоит из Майка Кули (ведущий вокалист, гитара, банджо), Паттерсона Худа (ведущий вокалист, гитара), Брэда Моргана (ударные), Джея Гонсалеса (клавишные, гитара, аккордеон, бэк-вокал) и Мэтта Паттона (бас-гитара, бэк-вокал). Состав группы претерпел множество изменений с момента ее образования, и Кули и Худ были единственными постоянными участниками на протяжении всего времени. Постоянные гастроли помогли группе приобрести преданных поклонников.
Обладая смесью южной гордости, эрудированной лирики и мускулистой гитарной атаки, Drive-By Truckers стали одними из самых уважаемых альт-кантри-групп 2000-х и последующих лет.

## Дискография
Смотри статью «Дискография Drive-By Truckers» в англ. разделе.
- Gangstabilly (1998)	Soul Dump
- Pizza Deliverance (1999)	Soul Dump
- Southern Rock Opera (2001)	Soul Dump
- Decoration Day (2003)	New West
- The Dirty South (2004)	New West
- A Blessing and a Curse (2006)	New West
- Brighter Than Creation's Dark (2008)	New West
- The Big To-Do (2010)	ATO
- Go-Go Boots (2011)	ATO
- English Oceans (2014)	ATO
- American Band (2016)	ATO
- The Unraveling (2020)	ATO
- The New OK (2020)	ATO
- Welcome 2 Club XIII (2022)	ATO